# Tesfaye Eticha

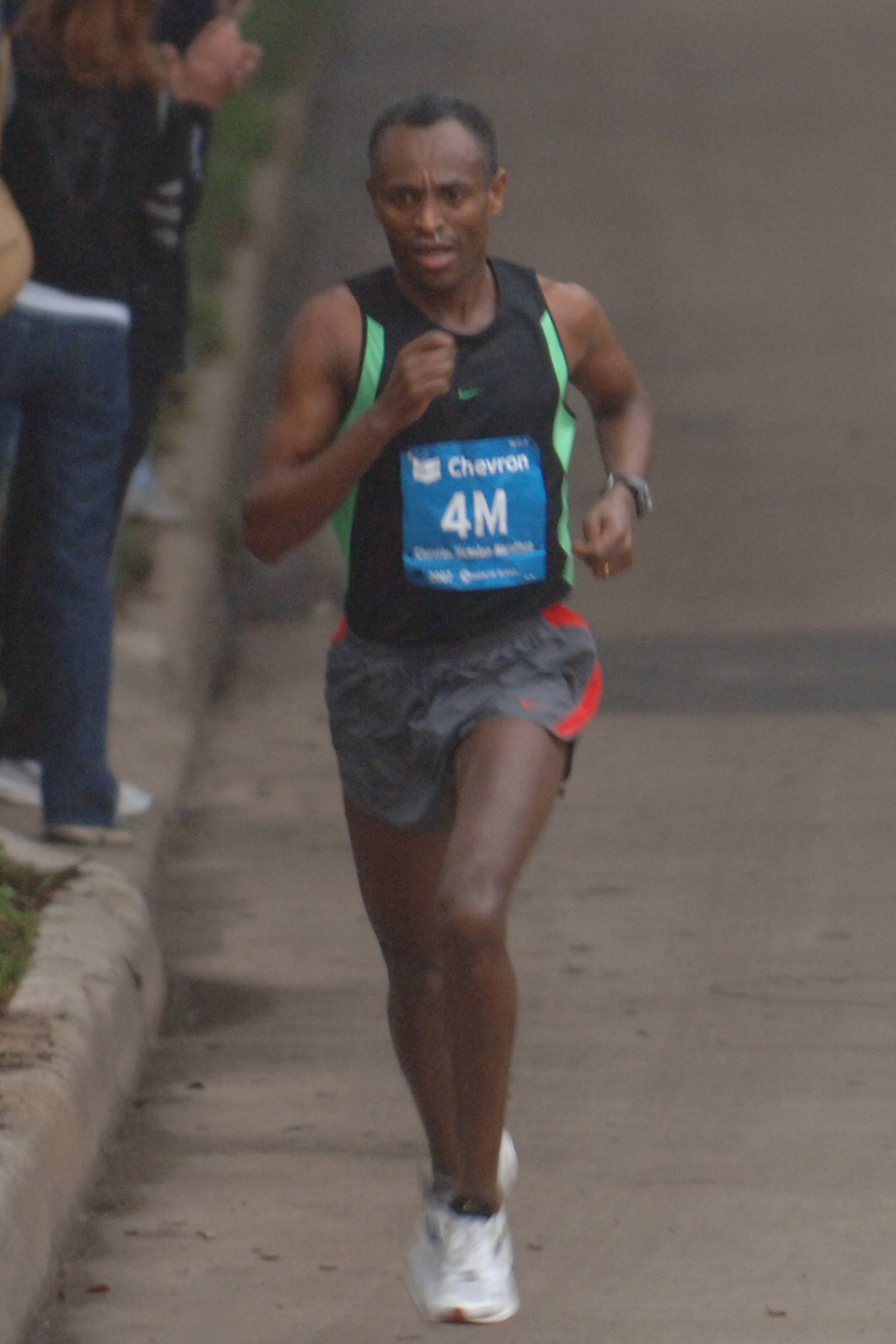
Tesfaye Eticha

Tesfaye Eticha (* 27. Juni 1974) ist ein Schweizer (früher äthiopischer) Langstreckenläufer, spezialisiert auf den Marathonlauf. Der in Genf wohnhafte Tesfaye startet für den Verein Stade Genève und hat bereits siebenmal den Lausanne-Marathon und viermal den Jungfrau-Marathon gewonnen.
Der zur Ethnie Oromo gehörende Tesfaye Eticha flüchtete wegen der politischen Situation in Äthiopien im Juli 1998 in die Schweiz. Er ist mit Helen Bekele verheiratet und hat zwei Kinder.

## Erfolge
- 1998: Sieger Lausanne-Marathon
- 1999: Sieger Lausanne-Marathon
- 2000: Sieger Lausanne-Marathon
- 2001: Sieger Lausanne-Marathon
- 2002: Sieger Jungfrau-Marathon und Lausanne-Marathon
- 2003: Sieger Zürich-Marathon und Lausanne-Marathon
- 2004: Sieger Jungfrau-Marathon
- 2005: Sieger Genf-Marathon, Basel City Marathon, Jungfrau-Marathon und Lausanne-Marathon
- 2006: Sieger Zürich-Marathon, Genf-Marathon und Jungfrau-Marathon
- 2007: Sieger Genf-Marathon

## Persönliche Bestleistung
- Marathon: 2:10:05, 2003 in Lausanne